# Atoconeura eudoxia
Atoconeura eudoxia är en trollsländeart som först beskrevs av Kirby 1909.  Atoconeura eudoxia ingår i släktet Atoconeura och familjen segeltrollsländor. Inga underarter finns listade i Catalogue of Life.
Denna trollslända förekommer i Afrika i sydvästra Kenya, södra Uganda, Rwanda, Burundi och i angränsande områden av Kongo-Kinshasa. Arten lever i bergstrakter mellan 1100 och 2600 meter över havet. Individerna vistas i regnskogar intill vattendrag.
Beståndet hotas regionalt av vattenföroreningar. IUCN listar arten som livskraftig (LC).